# Valery Didenko
Valery Didenko (em ucraniano:  Валерий Антонович Диденко, Moscovo, 4 de março de 1946) é um velocista russo na modalidade de canoagem.
Foi vencedor da medalha de Ouro em K-4 1000 m em Munique 1972 com os seus colegas de equipa Yuriy Stetsenko, Volodymyr Morozov e Yuriy Filatov.